# Паламуди
Паламудите (Sarda) са род актиноптери от семейство Скумриеви (Scombridae).
Таксонът е описан за пръв път от Жорж Кювие през 1829 година.

## Видове
- Sarda australis – Австралийски паламуд
- Sarda chiliensis – Чилийски паламуд
- Sarda lineolata
- Sarda orientalis – Ориенталски паламуд
- Sarda sarda – Паламуд